# Zeitgitterstörung
Eine Zeitgitterstörung  ist eine Gedächtnis-Störung, die durch das Unvermögen die zeitliche Abfolge zutreffend zu erinnern gekennzeichnet ist, und die unter Hypnose, bei Korsakow-Syndrom und bei seniler Demenz auftreten kann. Der Begriff Zeitgitterstörung sei ähnlich dem Begriff Ekmnesie. Man spricht von Ekmnesie, wenn die Vergangenheit als Gegenwart erlebt wird oder der Betroffene das Gefühl hat in der Vergangenheit zu leben. Ekmnesien werden bei seniler Demenz beobachtet.